# Catarinense Pharma

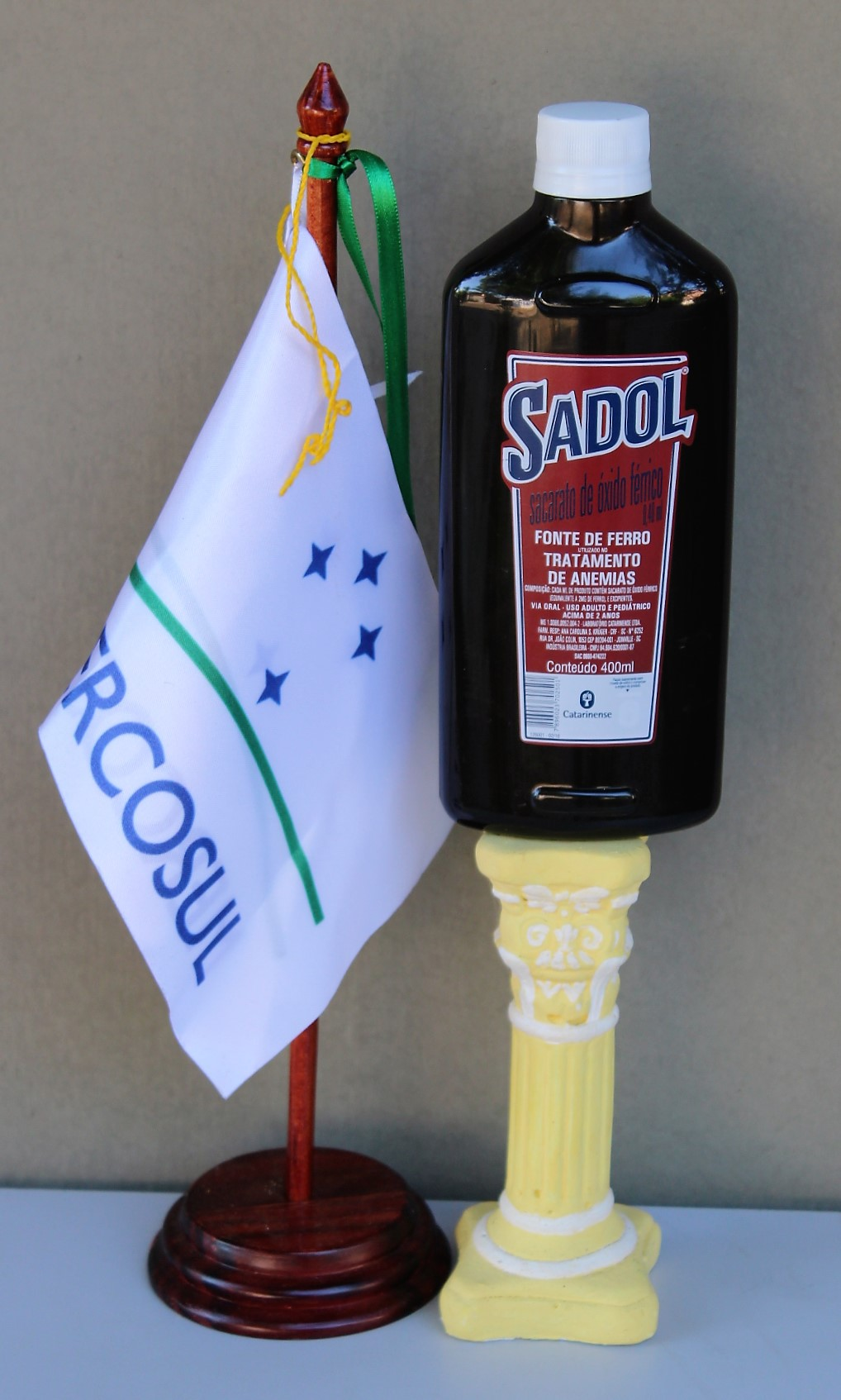
Embalagem atual do SADOL, um tradicional medicamento do Laboratório Catarinense.

A Catarinense Pharma (anteriormente Laboratório Catarinense) é uma empresa brasileira de produção e comercialização de medicamentos sedeada em Joinville.

## História
Sua criação vem  de 1919 com a criação da Farmácia Minerva em Curitiba. Em 1922 o empreendimento recebe a denominação de Farmácia Catarinense e é transferido Joinville. Em 1945 o  Ministério da Saúde estabelece marcos regulatórios que separam atividades de produção e venda e assim teve que mudar a razão social para Laboratório Catarinense.

### 2015
Em 2015 a empresa muda a denominação do nome fantasia para Catarinense Pharma.

## Linha de produtos
Majoritariamente o laboratório desenvolve e comercializa  medicamentos na categoria de Medicamentos Isentos de Prescrição (MIP,s) e a linha de produtos chega a mais de de 120 produtos diferentes, entre os quais, o tradicional Fortificante Sadol, concorrente do Biotônico Fontoura.